# Alterberget
Alterberget är ett naturreservat i Luleå kommun i Norrbottens län.
Området är naturskyddat sedan 2005 och är 0,5 kvadratkilometer stort. Reservatet omfattar norra delen av berget ner mot  Gäddträsket. Reservatet består av små våtmarker och granskog med inslag av grova aspar.